# Marimanindji
Marimanindji är ett australiskt språk som talades av 15 personer år 1983. Marimanindji talas i Nordterritoriet. Marimanindji tillhör dalyspråken.